# زولتان فاساس
زولتان فاساس (بالمجرية: Vasas Zoltán)‏ هو لاعب كرة قدم مجري في مركز الدفاع، ولد في 5 نوفمبر 1977 في المجر. لعب مع زالايغيرزيغي تورنا إغيليت وغيور تورنا أوزتالي ونادي داك 1904 دونيسكا ستريدا ونادي سليغو روفرز ونادي فيرينتسفاروشي ونادي مول فيهيرفار.